# Autostrada A59
Die Autostrada A59, auch Tangenziale di Como (Tangente von Como) genannt, ist eine italienische Autobahn, die die südliche Umfahrung von Como bildet. Die Gesamtstrecke soll nach ihrer Fertigstellung eine Gesamtlänge von 9 km aufweisen und in Albese con Cassano enden. Verwaltet wird sie von der Autostrada Pedemontana Lombarda S.p.A.

## Ausführung
Der Bau der A59 ist in 2 Baulosen geplant. Das erste Los von der A9 bis östlich von Breccia wurde am 23. Mai 2015 eröffnet.

## Nachweise
1. ↑  Attesa finita: la tangenziale apre alle 18. Maroni: «Secondo lotto possibile»